# Chelemys megalonyx
Chelemys megalonyx és una espècie de mamífer rosegador de la família dels cricètids. És endèmic del centre de Xile. El seu hàbitat natural són els matollars. Està amenaçat per l'impacte de l'agricultura, la viticultura i el pasturatge de bovins sobre el seu medi. El seu nom específic, megalonyx, significa ‘urpa grossa’ en llatí.